# Nicholas Fisk
Nicholas Fisk es el seudónimo de David Higginbottom (Londres, 14 de octubre de 1923 - 10 de mayo de 2016) fue un escritor inglés, que ha escrito muchos libros sobre ciencia ficción, literatura infantil y aventura, principalmente dedicado a los niños.

## Biografía
Nicholas Fisk nació en Londres, hijo de William Higginbottom, autor de Frightfulness in Modern Art (1928), artista y profesor de arte; y su madre fue la hermana del actor irlandés Micheál Mac Liammóir. Nicholas fue educado en el Instituto de Ardingly, Sussex Occidental., y es autor de 51 libros

## Trayectoria
Nicholas Fisk ha escrito más de cuarenta libros de las cuales la mayoría de ellas no son conocidos internacionalmente, y no han sido traducidos a otros idiomas, excepto en su país de origen, donde algunas de sus obras infantiles son muy populares.
Su primera novela que escribió fue The Fast Green Car, publicada en 1965, pero no sería hasta en 1980 cuando su popularidad crecería al escribir la serie Startormers, considerada como una de las novelas infantiles más famosas de Reino Unido, y después le seguiría cuatro novelas más de esta serie.
En 1989 por primera vez una de sus novelas titulada Monster Maker, sería adaptada para la televisión, y fue transmitida en el programa The Jim Henson Hour, conducida por el propio Jim Henson.
En 1996 escribe su última novela titulada Not a Dickybird, y desde entonces ya no ha escrito más novelas infantiles.

### Los Encantadores de Gusanos
La novela de Nicholas Fisk titulada Los Encantadores de Gusanos (The Worm Charmers, en inglés), es la única obra literaria de éste, que ha sido traducida solamente al español por la editorial Fondo de Cultura Económica en México, y que pertenece a la colección infantil A la Orilla del Viento. El libro cuenta con las ilustraciones del caricaturista Patricio Ortiz.

## Obras
- The Fast Green Car (1965)
- There's Something on the Roof (1966)
- Making Music (1966)
- Space Hostages (1967)
- Lindbergh the lone flier (1968)
- Richthofen: The Red Baron (1968)
- Cars (1963)
- Trillions (1971)
- Grinny (1973)
- High Way Home (1973)
- Emma Borrows a Cup of Sugar (1974)
- You Remember Me! (1974)
- Little Green Spaceman (1974)
- The Witches of Wimmering (1976)
- Wheelie in the Stars (1976)
- Time Trap (1976)
- Antigrav(1978)
- Escape from Splatterbang (1978)
- Flamers! (1979)
- Monster Maker (1979)
- The Best of New Dimensions (1979)
- Starstormers (1980)
- Sunburst (1980)
- A Rag, a Bone and a Hank of Hair (1980)
- Leadfoot (1980)
- Catfang (1981)
- Robot Revolt (1981)
- Evil Eye (1982)
- Extraterrestrial Tales (1976)
- Volcano (1983)
- On the Flip Side (1983)
- Snatched(1984)
- Bonkers Clocks(1985)
- Dark Sun, Bright Sun (1986)
- Mindbenders (1987)
- Sweets from a Stranger: And Other Strange Tales (1982)
- Living Fire: And Other Science Fiction Stories (1987)
- Backlash (1988)
- The Talking Car (1988)
- Horror Stories (1988)
- Los Encantadores de Gusanos ( The Worm Charmers, 1989)
- The Back-Yard War (1990)
- The Model Village (1990)
- A Hole in the Head (1991)
- The Telly Is Watching You (1991)
- Broops! Down the Chimney (1991)
- Pig Ignorant (1992)
- The Puffin Book of Science Fiction (1993)
- The Great Pet Show (1994)
- Fantastico (1994)
- Not a Dickybird (1996)